# Sweet Home (film)
Pour les articles homonymes, voir Sweet Home.
Pour plus de détails, voir Fiche technique et Distribution.
Sweet Home (スウィートホーム) est un film japonais réalisé par Kiyoshi Kurosawa, sorti en 1989.

## Synopsis
Une équipe de télévision prépare un documentaire sur le peintre Ichirō Mamiya. Quand ils pénètrent dans sa maison, des événements étranges se produisent.

## Fiche technique
- Titre : Sweet Home
- Réalisation : Kiyoshi Kurosawa
- Scénario : Kiyoshi Kurosawa
- Musique : Masaya Matsuura
- Photographie : Yonezō Maeda
- Montage : Akira Suzuki (ja)
- Production : Seigo Hosogoe
- Société de production : Itami Productions
- Pays de production :  Japon
- Genre : Horreur
- Durée : 100 minutes
- Date de sortie : 
  -  Japon : 21 janvier 1989

## Distribution
- Nobuko Miyamoto : Akiko Hayakawa
- Shingo Yamashiro : Kazuo Hoshino
- Nokko : Emi Hoshino
- Fukumi Kuroda : Asuka
- Ichirō Furutachi : Akira Taguchi
- Tōru Masuoka : le jeune gardien
- Machiko Watanabe : Mme. Mamiya
- Noboru Mitani : l'officiel de la ville
- Jūzō Itami : Kenichi Yamamura

## Distinctions
Le film a été nommé au Japan Academy Prize du meilleur son.